# Torbda albivittata
Torbda albivittata är en stekelart som beskrevs av Mao-Ling Sheng och Sun 2002. Torbda albivittata ingår i släktet Torbda och familjen brokparasitsteklar. Inga underarter finns listade i Catalogue of Life.